# Kumara plicatilis
Kumara plicatilis, abans anomenada com Aloe plicatilis, és una espècie de planta suculenta de la família de les Asphodelaceae.

## Morfologia
Kumara plicatilis és un arbust ramificat o petit arbre que pot créixer fins a una alçada de 3 a 5 metres. El tronc té una escorça surera i resistent al foc i les branques es bifurquen en parells sense cap branca principal central, un patró conegut com a ramificació "dicotòmica". Les branques porten masses de fulles suculentes, oblongues i en forma de llengua, disposades en 2 fileres oposades en forma de ventall. Les fulles són apagades o de color gris verdós, d'uns 300 mm de llargada i 4 mm d'amplada, amb els marges quasi llisos, excepte algunes dents petites a la part superior. La saba de les fulles és de color clar. Kumara plicatilis comparteix la insòlita disposició de les seves fulles amb la seva petita espècie germana sense tiges Kumara haemanthifolia, que ocupa el mateix petit racó muntanyós del Cap Occidental, a Sud-àfrica. Les inflorescències es troben en raïms cilíndrics, únics en cada agrupació de fulles. Els raïms tenen unes 30 flors tubulars de 50 mm de llargada de color vermell i les flors floreixen a finals de l'hivern (d'agost a octubre).

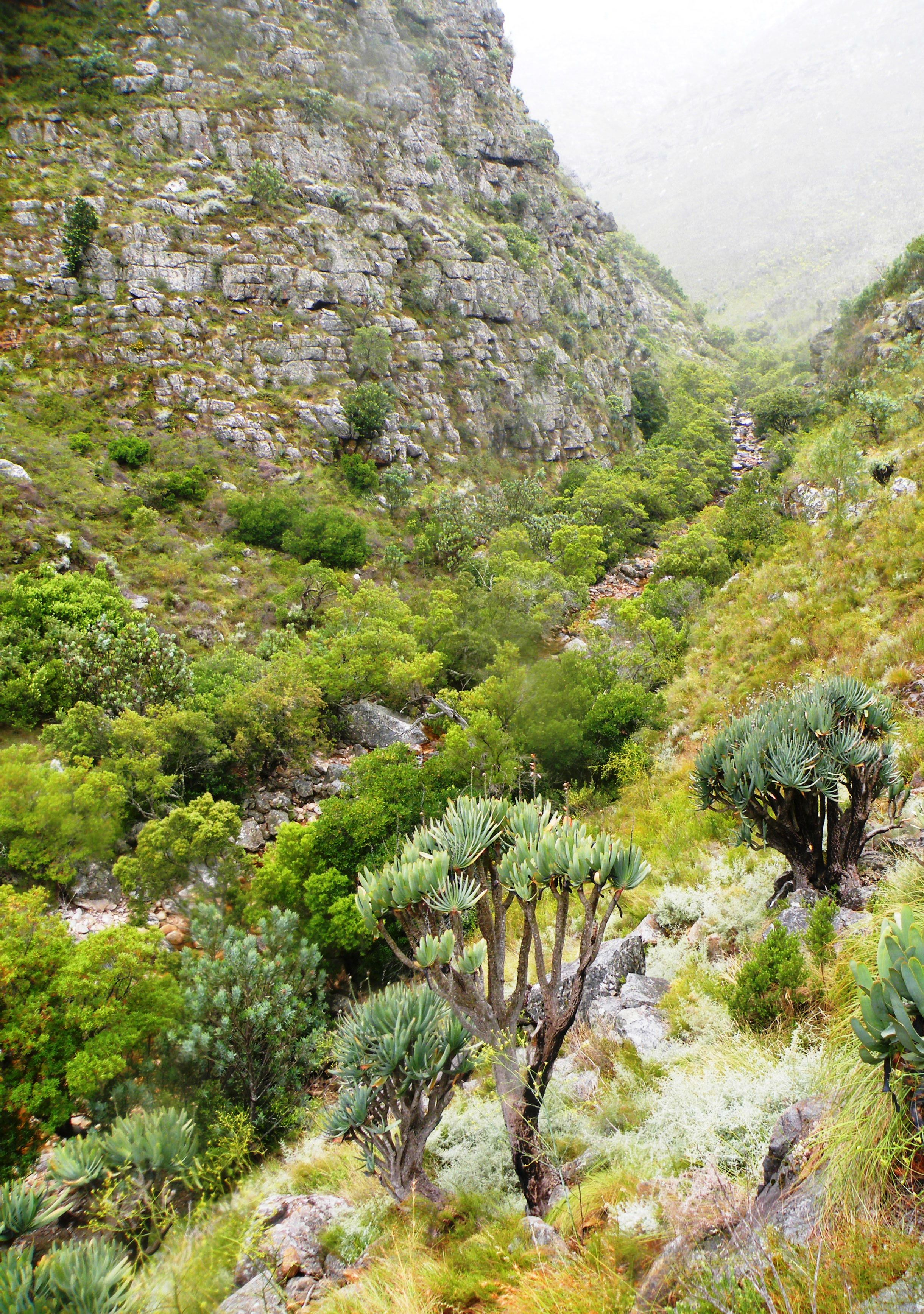
Kumara plicatilis en el seu hàbitat natural a les muntanyes del Cap

És una de les dues espècies del gènere Kumara.

## Distribució i hàbitat
A la natura, Kumara plicatilis és endèmica d'algunes muntanyes de l'ecoregió Fynbos, a una petita àrea del Cap Occidental, a Sud-àfrica. Pot trobar-se en sòls ben drenats, sorrencs i lleugerament àcids, en vessants muntanyencs escarpats i rocosos, orientats al sud; des de Franshoek a Elandskloof. També sembla tenir un patró de distribució molt agrupat, amb disset poblacions diferents que sovint estan separades entre elles per més de 10 km. (ben coneguda al Toits Du Kloof Pass). Viu sobre sòls sorrencs. Es troba a una regió on les precipitacions d'hivern són de (600 mm - 1200mm per any).
Tot el seu hàbitat es troba dins del bioma fynbos, on és l'únic àloe. El bioma fynbos està format per una densa vegetació de tipus mediterrani i un clima d'estius secs i calorosos i hiverns freds i humits. Algunes altres espècies afins (les de la tribu Aloeae) creixen de manera natural en aquest racó de Sud-àfrica, amb les excepcions Aloe succotrina, Aloiampelos commixta de Table Mountain i la rara espècie germana Kumara haemanthifolia.
Les àrees protegides en què es troba inclouen la reserva natural de Jonkershoek, la reserva natural Hottentots Holland, la reserva natural Limietberg i la reserva natural Paardenberg.

## Conservació
Kumara plicatilis està amenaçat per un creixent comerç internacional d'horticultura, en el qual els espècimens silvestres es recol·lecten i s'exporten il·legalment.
No és una espècie en perill d'extinció, sinó que es troba a la Llista Vermella de la UICN i a la Llista Vermella Nacional de Plantes Sud-africanes com a espècie de risc mínim, fins que s'avalui el seu estat de població pel seu risc d'extinció en funció de la seva distribució i/o estat de la població.

## Cultiu

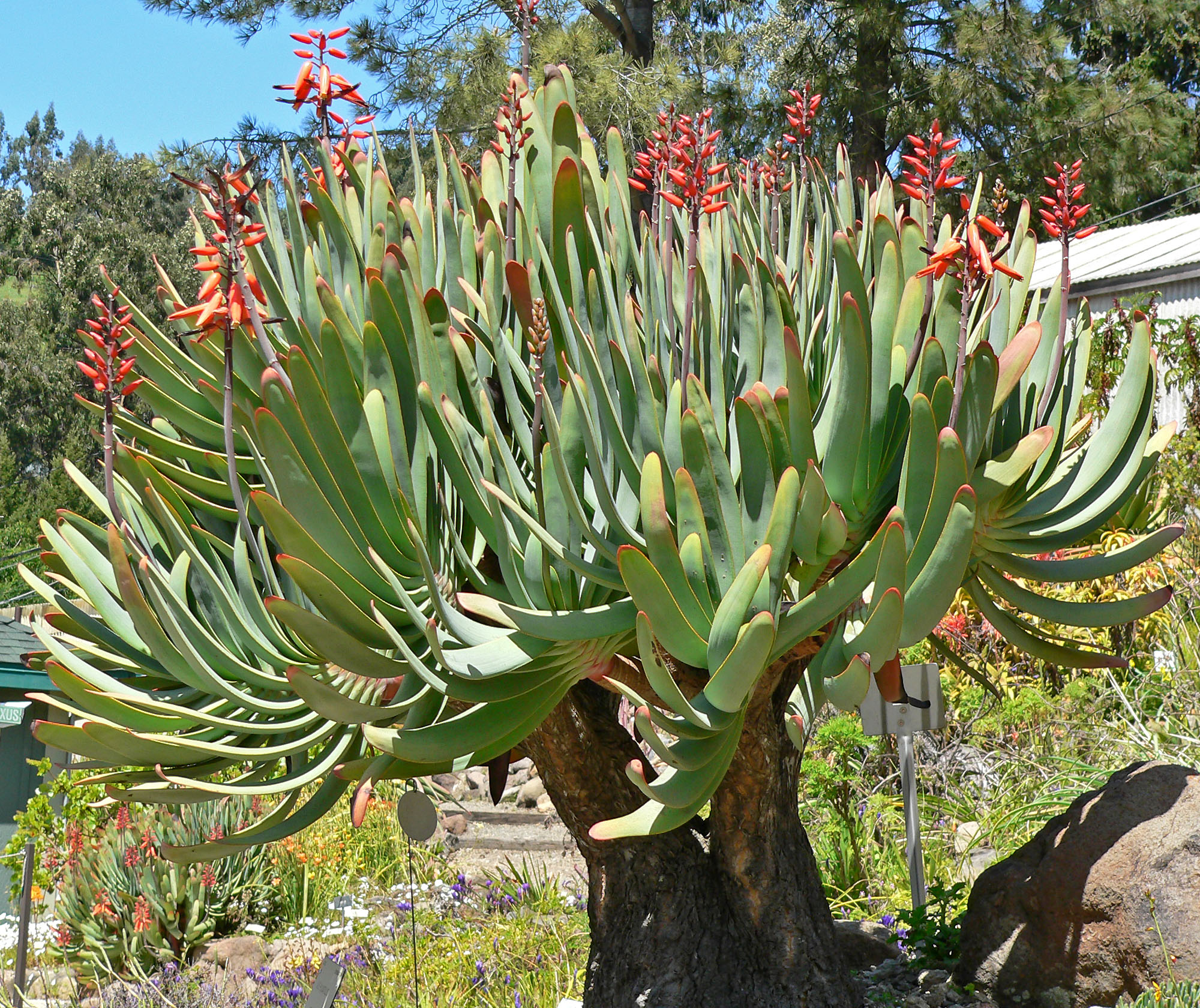
Kumara plicatilis és una planta atractiva per al jardí

Kumara plicatilis és una planta molt atractiva i interessant per tenir-la en un jardí assolellat. Aquesta planta, s'utilitza cada vegada més com a planta ornamental per a jardins i rocalles tolerants a la sequera. Tanmateix, creix molt lentament i, en conseqüència, fora del seu hàbitat natural, sovint corre el perill de ser envaït, sufocat i mort per les plantes de creixement més ràpid que hi ha als seus voltants.
En el cultiu al Regne Unit, aquesta planta s'ha de cultivar sota vidre ja que no tolera les temperatures de congelació. No obstant això, es pot col·locar en una terrassa assolellada durant els mesos d'estiu. Ha guanyat el premi al mèrit del jardí de la Royal Horticultural Society.

### Propagació
Kumara plicatilis es propaga millor a partir d'esqueixos (estaques). Aquestes haurien de ser tiges o branques, tallades netament de la planta mare. Després de deixar assecar el tall (no a la llum directa del sol) durant una setmana o dues, s'ha de plantar en un sòl ben drenat en una posició raonablement assolellada, fora de la competència de les plantes de creixement més ràpid. En cultiu s'ha de plantar en un terreny amb un pH de 5,5 a 6,5.

### Híbrid
Segons els informes, va ser hibridat amb Gonialoe variegata per l'horticultor Justus Corderoy, i l'híbrid resultant (publicat com Aloe × corderoyi Berger) es va cultivar als jardins de Kew i a La Mortola. Tanmateix, com ara es considera que les dues espècies parentals pertanyen a gèneres separats, l'híbrid es designa actualment com un híbrid intergenèric del nou notogènere × Gonimara.

## Taxonomia
Kumara plicatilis va ser descrita per (L.) G.D.Rowley i publicada a Alsterworthia Int., Special Issue 10: 3 (2013).
Etimologia
plicatilis: epítet llatí que significa "plegable", fent referència a la disposició en ventall de les fulles.
Sinonimia
- Aloe disticha var. plicatilis (Basiònim)[12]
- Aloe plicatilis
- Aloe tripetala
- Kumara disticha
- Aloe flabelliformis
- Rhipidodendrum distichum
- Rhipidodendrum plicatile[13]

## Galeria

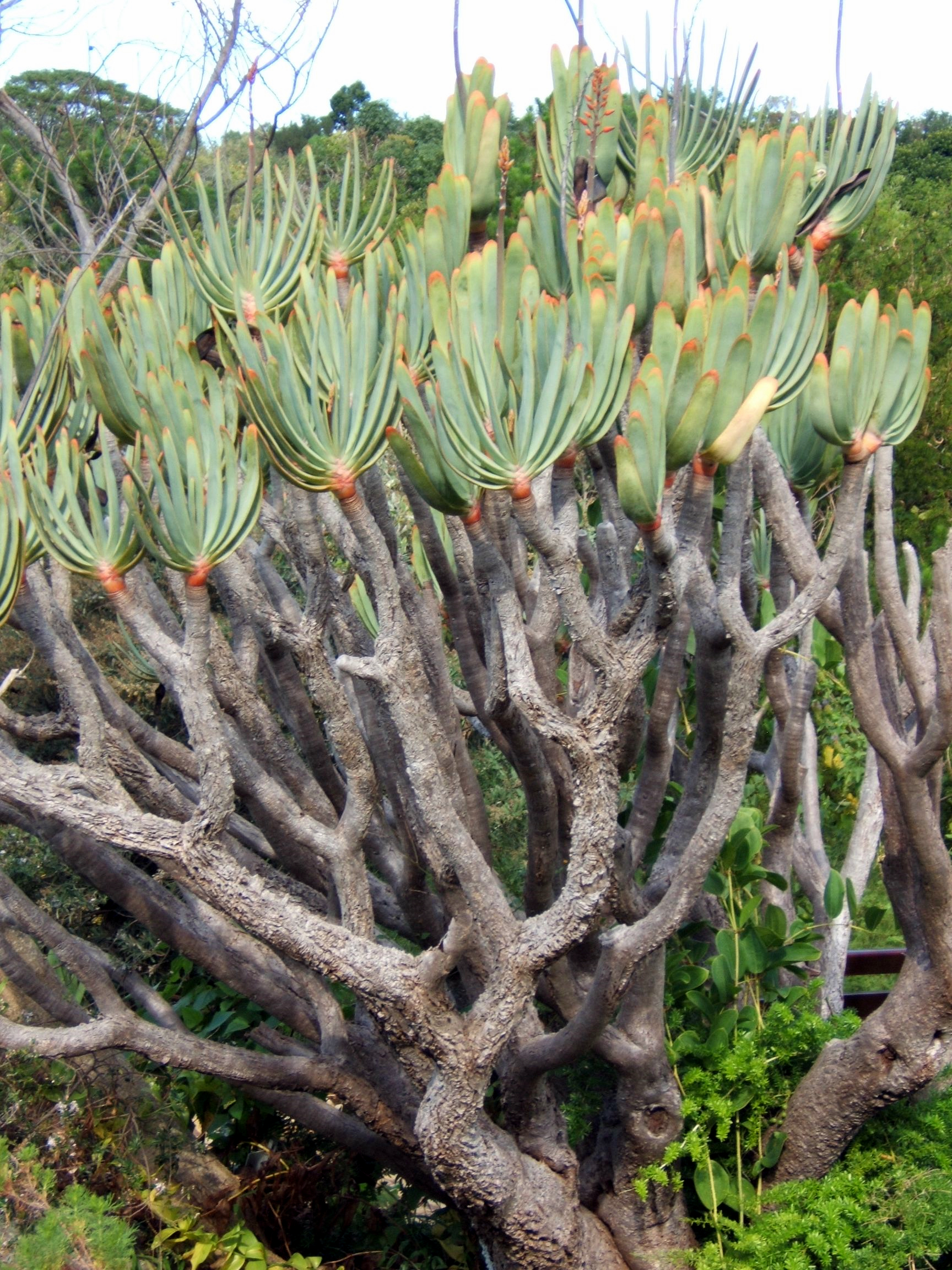
Encara que creix lentament, Kumara plicatilis pot arribar a fer una alçada de 3 a 5 m.
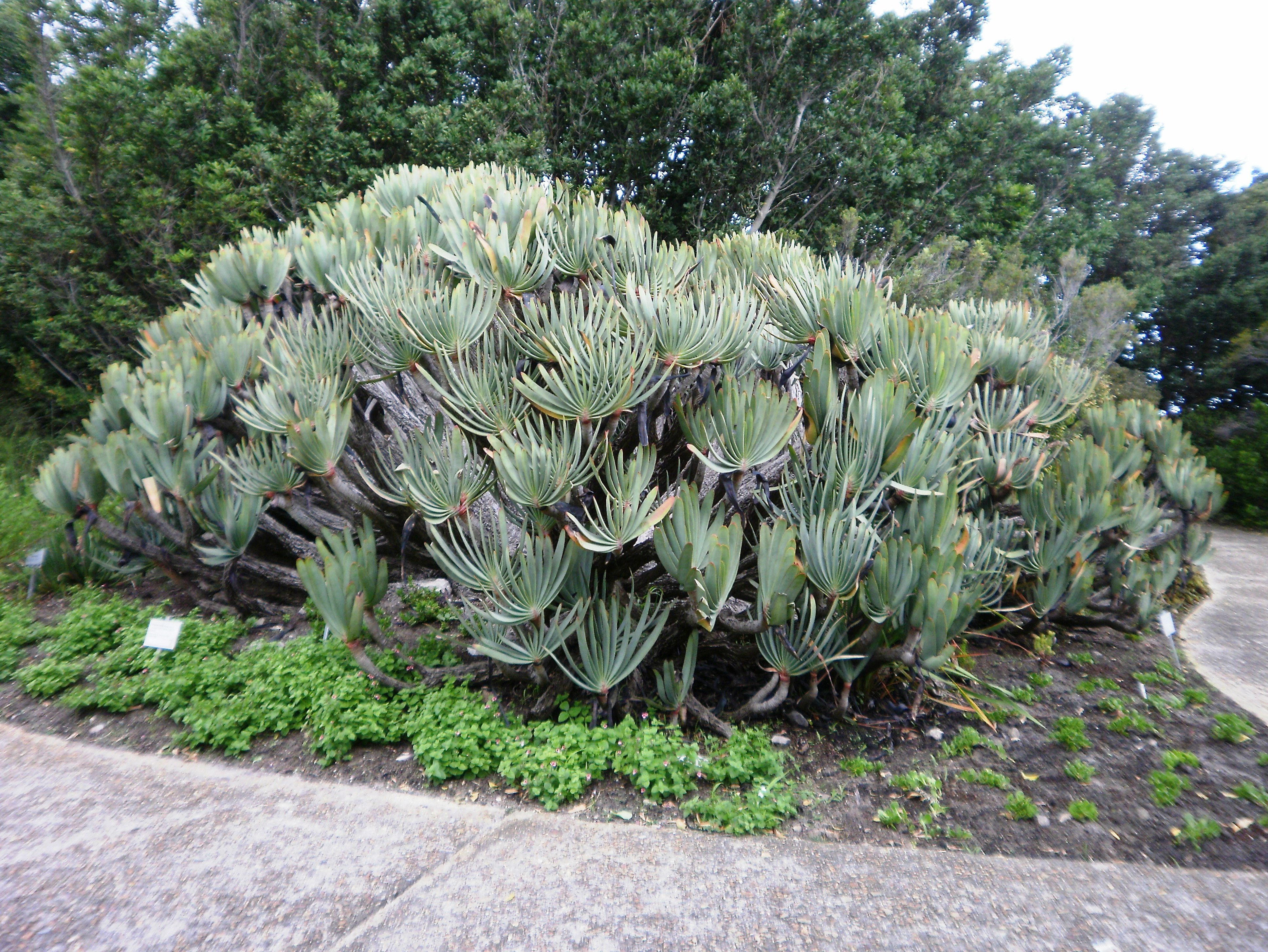
L'elegant disposició en ventall de les seves fulles fa que Kumara plicatilis sigui únic.
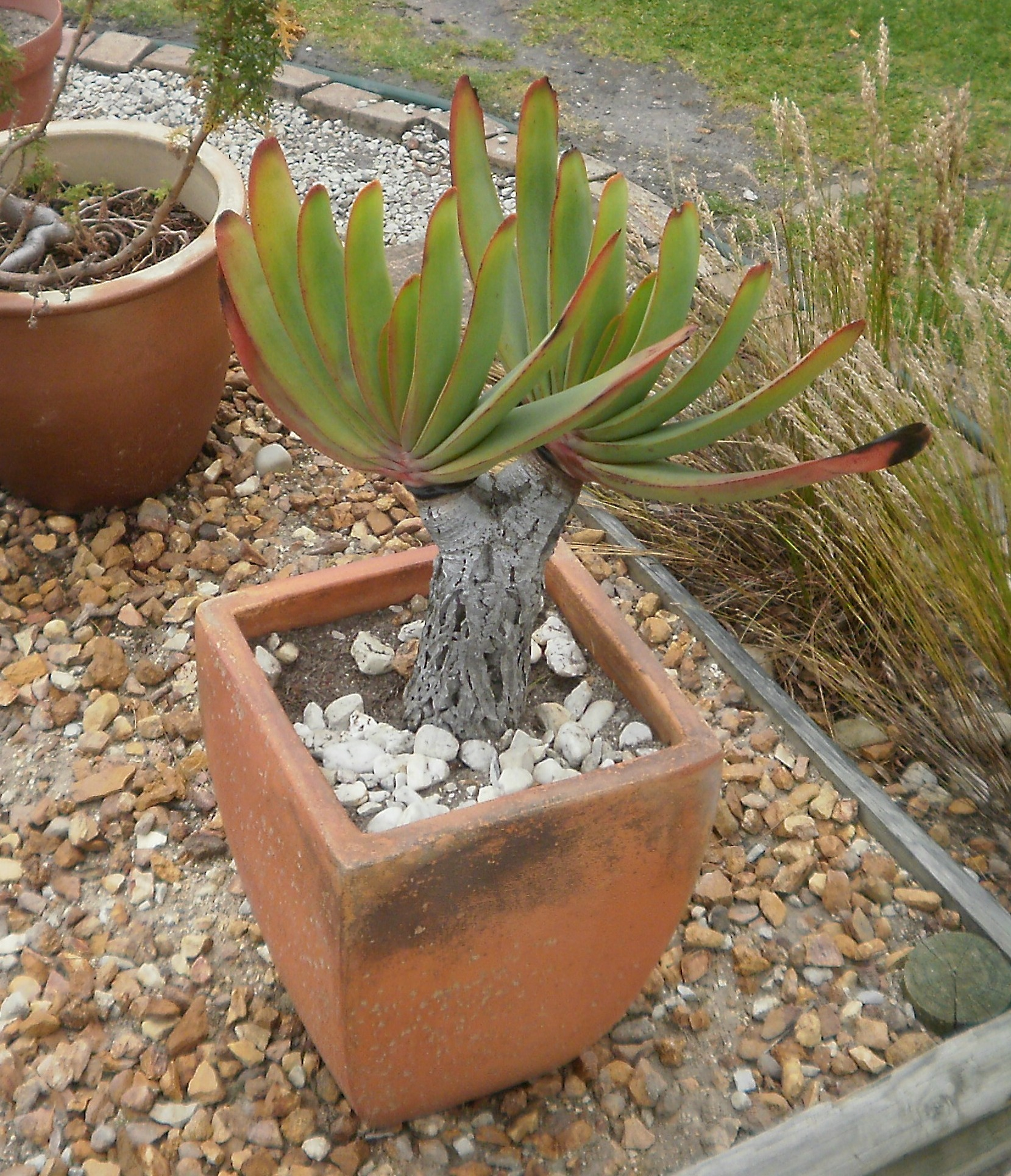
Petit exemplar en test com a planta ornamental
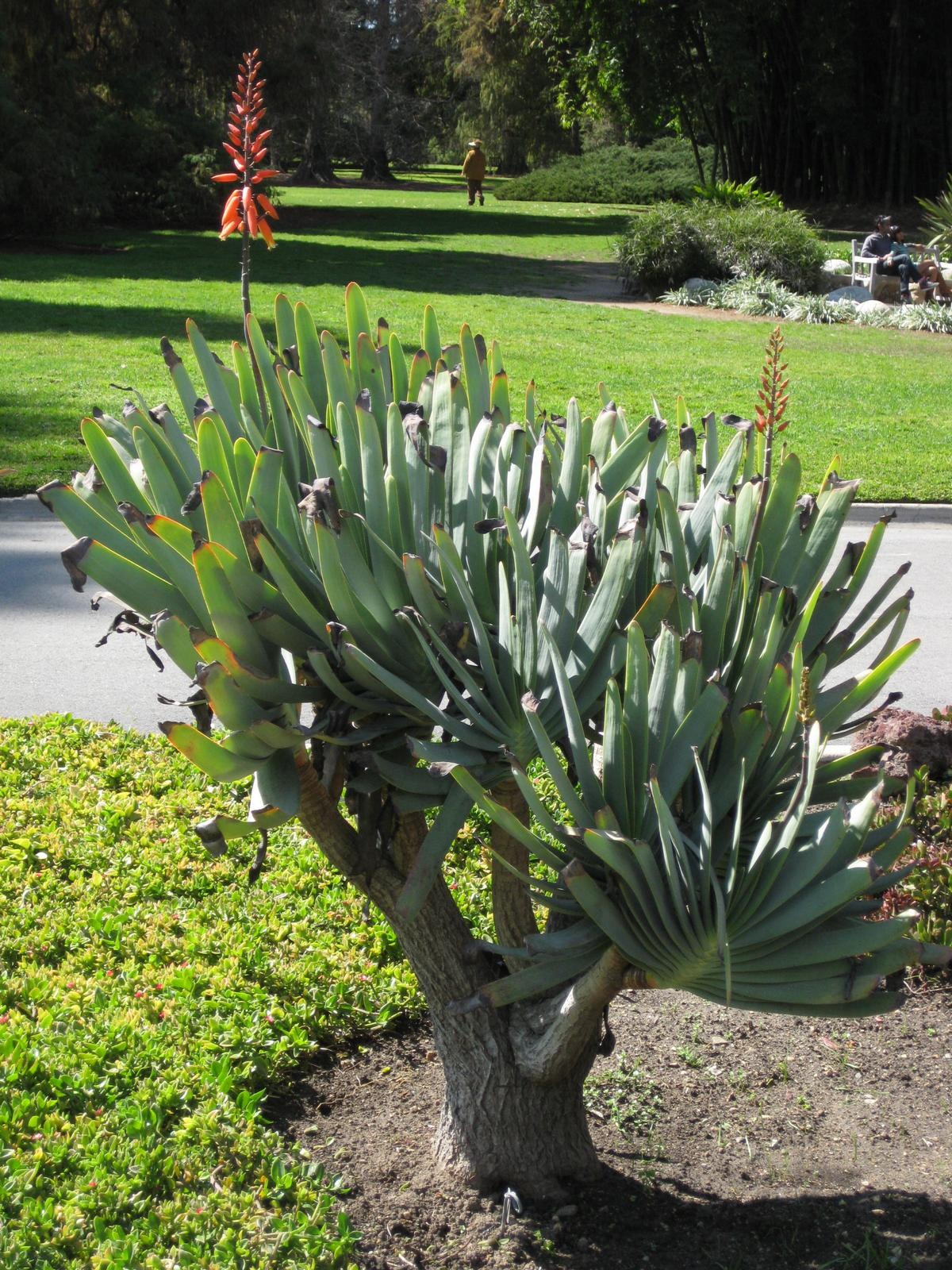
Vista de la planta